# Zamak

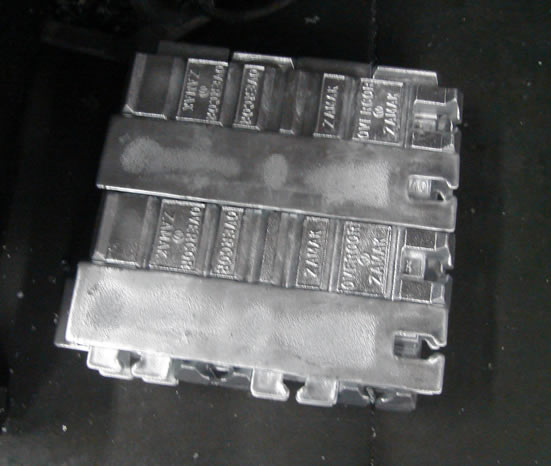
Lingotes de ZAMAK

El zamak o zamac es una aleación de zinc con aluminio, magnesio y cobre. Las piezas fabricadas en Zamak se utilizan en componentes del automóvil, construcción, electricidad, electrónica, vestidos, bolsos, bisutería, telefonía, juguetes, artículos de deporte, y decoración.

## Historia
La aleación Zamak fue creada por New Jersey Zinc Company en la década de 1920, su nombre es un acrónimo alemán de los materiales que componen la aleación: Zink (Zinc), Aluminium (Aluminio), Magnesium (Magnesio) y Kupfer (cobre).

## Características
La aleación posee dureza, alta resistencia a la tracción, densidad 6,6 g/cm³ y temperatura de fusión de 386 °C. Este material puede inyectarse (por cámara fría o caliente y por centrifugación), otro proceso posible es la fundición en tierra de coquilla. Es un material barato, posee buena resistencia mecánica y deformabilidad plástica, y buena colabilidad. Se puede cromar, pintar y mecanizar. Puede ser utilizado para piezas estructurales. Durante la inyección a presión, es posible la aparición de poros internos o burbujas en el proceso de inyección o colada, lo que puede derivar en la disminución de la resistencia mecánica de las piezas.  Sin embargo, una correcta inyección generará una distribución homogénea de poros finos, lo cual favorecerá la tenacidad de la pieza inyectada, al verse frenado el crecimiento de grietas por dichos poros finos.
Su uso está muy extendido en el sector del herraje, debido en gran parte al encarecimiento de materiales más habituales, como el latón. Últimamente se ha difundido el uso en partes metálicas de accesorios en cuero y piel, por la alta capacidad estética con costes de fabricación más baratos. Igualmente el sector de la automoción también es un claro consumidor de Zamak en forma de piezas de seguridad, carcasas, bielas, etc.
La aleación más comúnmente usada de ZAMAK en Europa es ZAMAK-5, en EE. UU. y China es ZAMAK-3, pero ZAMAK-2 y ZAMAK-8 también se fabrican y su uso es bastante extenso. La norma española que regula la composición química de Zamak es la UNE-EN 1774. La norma que específica las propiedades de piezas fundidas en Zamak es la UNE-EN 12844.
Últimamente se ha puesto muy de moda como parte de objetos de bisutería; a pesar de no tener el mismo aspecto que el acero, tiene bastante resistencia y no se ensucia como la plata. Es habitual verlo formar parte de pulseras de cuero. Sólo se aprecia una pérdida de brillo con el paso del tiempo.

## Ventajas del Zamak
La fabricación de piezas de fundición de Zamak presenta una serie de ventajas frente a la fabricación de piezas por inyección de aluminio. Estas ventajas se traducen sobre todo en ahorro de tiempo, costos y mejores acabados de las piezas.
- El zamak precisa de menos consumo de energía para su transformación, pues se funde a 400 - 420 °C.
- La inyección de Zamak a presión permite fabricar piezas en grandes volúmenes con una alta precisión.
- La fabricación de piezas por inyección de Zamak permite reproducir fácilmente todos los detalles de las piezas, prescindiendo del proceso de maquinado, reduciendo costes.
- Ciclos de inyección más rápidos.
- Ahorro de mecanizados y energéticos.
- Las piezas fabricadas con Zamak permiten mejores acabados y tratamientos superficiales.

## Desventajas del Zamak
- No soporta altos grados de tensión y torsión.
- No soporta temperaturas de trabajos de más de 80 °C, que causa envejecimiento.
- Pérdida de propiedades mecánicas (tracción, resistencia al impacto) con el paso del tiempo a temperatura ambiente.
- Pérdida de propiedades mecánicas por exposición a ambientes húmedos.

Bajo condiciones de elevada humedad y temperaturas superiores a las ambientales, se generan capas de oxidación en la superficie del componente, lo que conlleva variaciones en sus propiedades físicas. Estas alteraciones pueden afectar negativamente su desempeño en procesos de deslizamiento, fricción y rotación. La fricción incrementada asociada a la capa de óxido genera resistencia al movimiento del componente, dificultando su operación efectiva en aplicaciones mecánicas.